# چاکراراخو
چاکراراخو (به اسپانیایی: Chacraraju) یک کوه در پرو است که در منطقه انکاش واقع شده‌است. چاکراراخو ۶٬۱۰۸ متر بالاتر از سطح دریا واقع شده‌است.